# Јован Пејковић Кеза
Јован Пејковић Кеза (Гледић, код Краљева, 23. октобар 1919 — Београд, 23. април 1984) био је учесник Народноослободилачке борбе и генерал-мајор Југословенске народне армије.

## Биографија
Рођен је 23. октобра 1919. године у Гледићу код Краљева. До Другог светског рата је био радник, а партизанском покрету се придружио у јулу 1941. године. Када је формирана Прва пролетерска ударна бригада у децембру 1941. године, Пејковић је одређен у састав Трећег батаљона. Доцније је пребачен у батаљон Гарибалди.
Након рата је остао у Југословенској народној армији (ЈНА) и напредовао до чина генерал-мајора, у којем је пензионисан 1977. године.
Умро је 1984. године и сахрањен је у Алеји заслужних грађана на Новом гробљу у Београду, у заједничку гробницу са народним херојем Војином Ђурашиновићем, народним херојем генерал-пуковником Мирком Јовановићем и генерал-потпуковником Владимиром Смирновом.
Носилац Партизанске споменице 1941. и других југословенских одликовања, међу којима су Орден партизанске звезде са сребрним венцем, Орден за храброст и др.